# Pacatianus
Altă persoană: Pacatianus, guvernator al Brittaniei din secolul V
Tiberius Claudius Mainus Pacatianus (d. c.248) a fost un uzurpator roman pe Dunăre, în Moesia, împotriva împăratului roman Filip Arabul.
El este cunoscut din monede, precum și de la istoricii Zosimus și Zonaras, care spune că inițial Pacatianus era ofițer în legiunile dunărene. Conform lui Zosimus, Pacatianus a fost declarat împărat de către armată, la Viminacium (Moesia Superior). Filip Arabul l-a trimis pe senatorul Decius să rezolve situația. Pacatianus a fost ucis de propiile trupe, iar Decius a devenit guvernator al Moesiei.